# Heinrich Köttgen

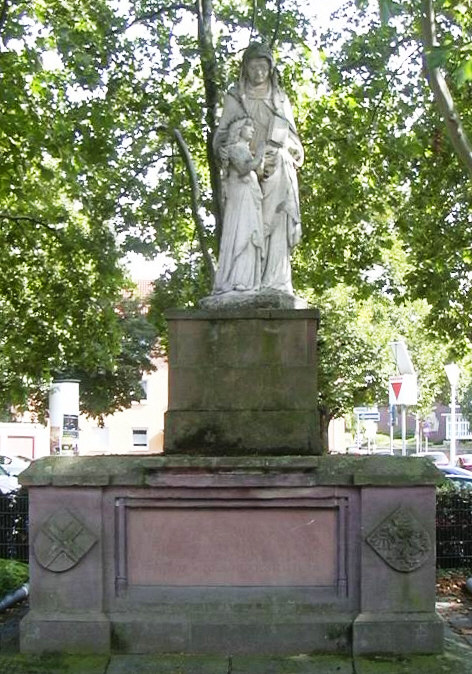
Die Annasäule

Heinrich Köttgen (* 9. Januar 1911 in Aachen; † 29. Juli 1988) war ein deutscher katholischer Priester und langjähriger Oberpfarrer in Düren, Nordrhein-Westfalen.
Köttgen war von 1949 bis 1969 Oberpfarrer in der Pfarre St. Anna (heute St. Lukas), der Stadtpfarre der Kreisstadt Düren. Er war derjenige, der den Neubau der im Zweiten Weltkrieg völlig zerstörten Annakirche gegen große Widerstände veranlasste. Neben der Seelsorge war er auch für den Bau der heute noch vorhandenen Einrichtungen verantwortlich, nämlich dem Altenheim St. Anna in der Waisenhausstraße, dem Kindergarten St. Anna im Höfchen, dem Pfarrhaus, den Dienstwohnungen für Küster und Organist und dem Papst-Johannes-Haus am Annaplatz.
Am 9. Januar 2013, seinem 102. Geburtstag, wurde der Platz vor der denkmalgeschützten Annasäule an der Ecke Altenteich/Weierstraße auf Antrag seines ehemaligen Messdieners Robert Kindgen in „Pfarrer-Köttgen-Platz“ benannt.